# Naturschutzgebiet Lönnewitzer Heide

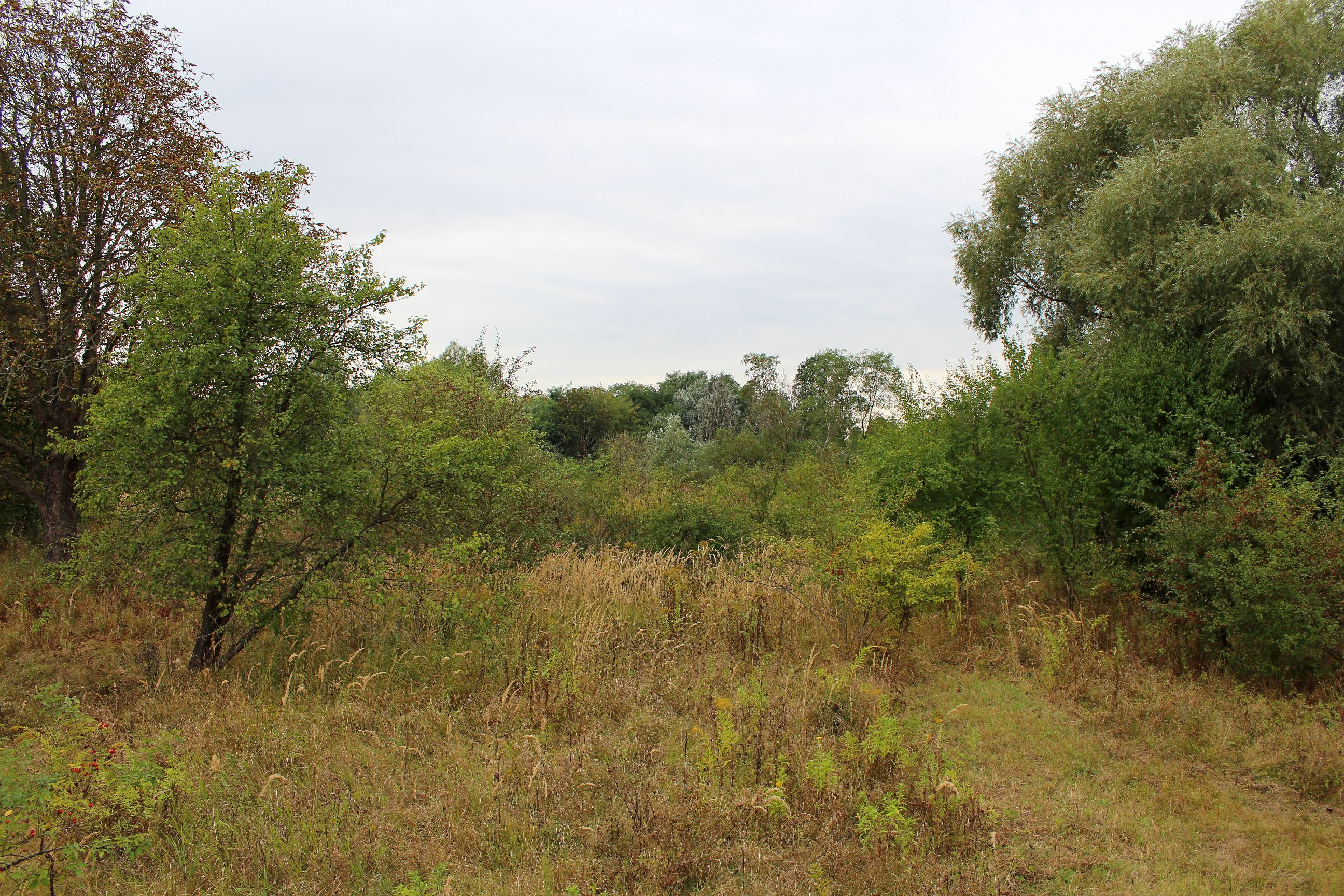
Naturschutzgebiet Lönnewitzer Heide im Bereich der einstigen Ortslage von Alt-Lönnewitz

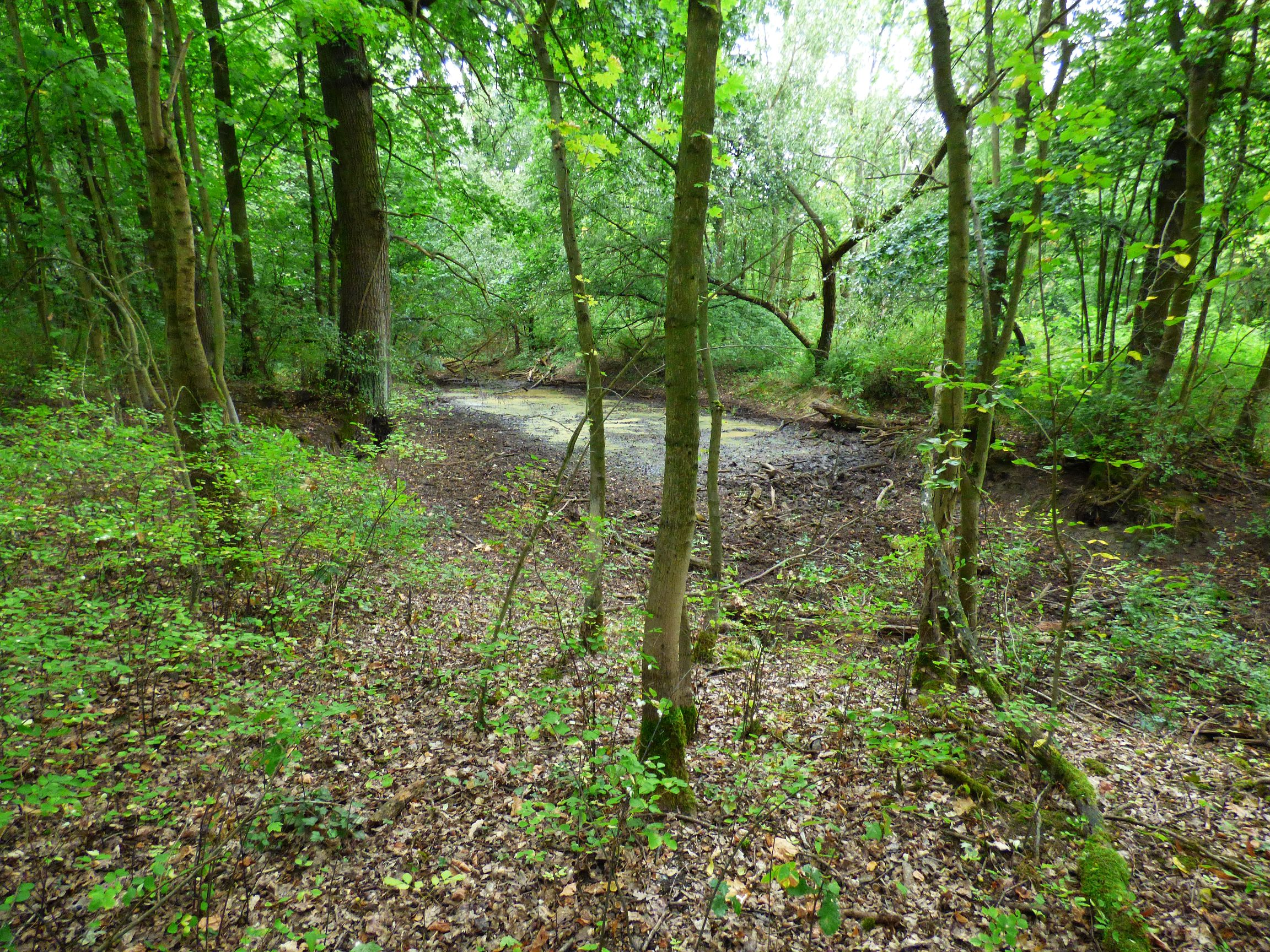
Die Lönnewitzer Landlache nahe der Alt-Lönnewitzer Kirchenruine im Sommer

Das Naturschutzgebiet Lönnewitzer Heide erstreckt sich im Norden von Lönnewitz einem Gemeindeteil des Mühlberger Ortsteils Koßdorf im südbrandenburgischen Landkreis Elbe-Elster. Es liegt jeweils etwa 20 Kilometer von den Städten Bad Liebenwerda und Torgau entfernt an der Bundesstraße 183.

## Schutzzweck
Nördlich des Ortes erstreckt sich auf dem einstigen Gelände des Flugplatzes Alt-Lönnewitz das 161 Hektar umfassende Naturschutzgebiet Lönnewitzer Heide. Der Schutzzweck dieses Naturschutzgebietes wird in der Verordnung über das Naturschutzgebiet „Lönnewitzer Heide“ vom 30. Juni 2003 in sieben Punkten angegeben:
1. „die Erhaltung und Entwicklung als Lebensraum wild lebender Pflanzengesellschaften, insbesondere der Trocken- und Halbtrockenrasen, Silbergrasfluren, Zwergstrauchheiden, Kieferntrockenwälder sowie Laubmischwaldgesellschaften unterschiedlich nährstoffversorgter, trockenwarmer Standorte“;
2. „die Erhaltung und Entwicklung der Lebensräume seltener und gefährdeter wild lebender Pflanzenarten, darunter nach § 10 Abs. 2 Nr. 10 des Bundesnaturschutzgesetzes besonders geschützter Arten, beispielsweise Sand-Strohblume (Helichrysum arenarium), Heide-Nelke (Dianthus deltoides) und Echtes Tausendgüldenkraut (Centaurium erythraea)“;
3. „die Erhaltung und Entwicklung des Gebietes als Lebens- beziehungsweise Rückzugsraum und potenzielles Wiederausbreitungszentrum wild lebender Tierarten, insbesondere der Fledermäuse, Vögel, Amphibien, Reptilien, Stechimmen und Heuschrecken, darunter nach § 10 Abs. 2 Nr. 10 und 11 des Bundesnaturschutzgesetzes besonders und streng geschützter Arten, beispielsweise Turmfalke (Falco tinnunculus), Schleiereule (Tyto alba), Braunkehlchen (Saxicola rubetra), Brachpieper (Anthus campestris), Heidelerche (Lullula arborea), Grauammer (Miliaria calandra), Wendehals (Jynx torquila), Rotbauchunke (Bombina bombina), Zauneidechse (Lacerta agilis), Wechselkröte (Bufo viridis), Blauflügelige Ödlandschrecke (Oedipoda caerulescana);“
4. „die Erhaltung des Gebietes aus wissenschaftlichen Gründen, insbesondere zur Erforschung der Sukzession auf trockenwarmen Standorten“;
5. „die Erhaltung des Gebietes wegen der besonderen Eigenart als ehemalige militärische Liegenschaft mit mosaikartig verzahnten nährstoffarmen Offenlandbereichen und Gehölz- beziehungsweise Waldstrukturen und angelegten erhöhten Standorten mit sonnenexponierten und schattigen Bereichen wie Shelterhügel und Sichtschutzwällen aus anstehenden nährstoffarmen Oberböden“;
6. „die Erhaltung und Entwicklung geeigneter vorhandener Bunker und übererdeter Unterstände als Fledermausquartiere sowie vorhandener Shelter als Nist- und Brutstätte für gebäudegebundene Tierarten wie Mehlschwalbe (Delichon urbica), Rauchschwalbe (Hirundo rustica), Turmfalke (Falco tinnunculus) und Schleiereule (Tyto alba)“;
7. „die Erhaltung und Entwicklung des Gebietes als Bestandteil des Biotopverbundes im Elbe-Elster-Land.“[1]

## Alt-Lönnewitz

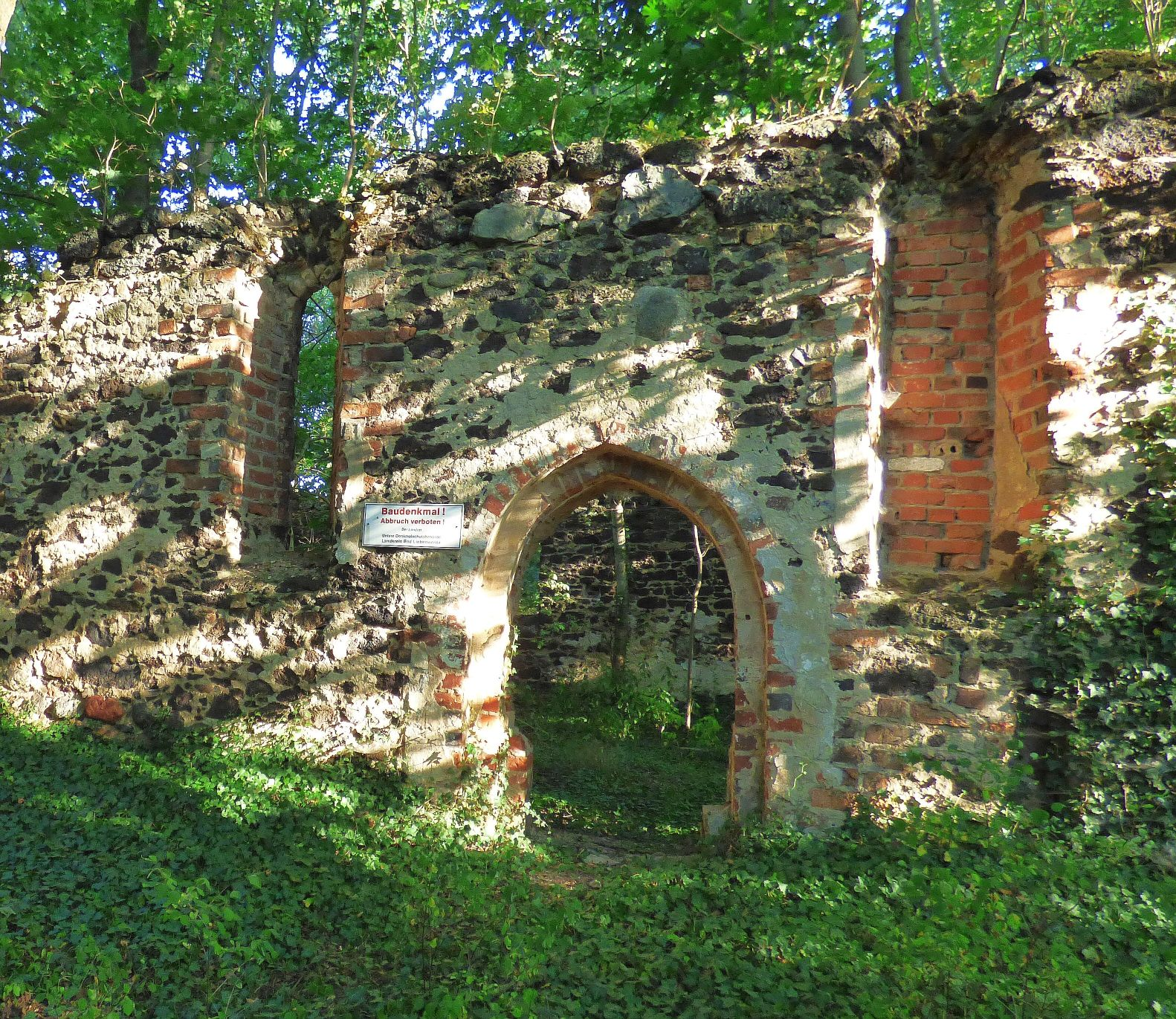
Eingangsportal der Kirchenruine Alt-Lönnewitz auf der Südseite

Im Südosten des Naturschutzgebietes erstreckt sich nördlich der Bundesstraße die inzwischen nahezu verschwundene einstige Ortslage von Alt-Lönnewitz. In einem verwaldeten Gelände nahe der Lönnewitzer Landlache befindet sich die heute unter Denkmalschutz stehende Ruine der ehemaligen Dorfkirche des Ortes. Diese war einst eine Filialkirche von Schmerkendorf. In dem nach dem Zweiten Weltkrieg viele Jahre zum militärischen Sperrgebiet erklärten Bereich, war die Kirche mit dem angrenzenden Friedhof ursprünglich südlich des heute ebenfalls nicht mehr vorhandenen Gutes in einem Park zwischen Bäumen zu finden. Die spärlichen Überreste der Kirche sind die nahezu letzten baulichen Spuren dieses im Jahre 1251 erstmals erwähnten Dorfes. Das stark beschädigte und verfallene Bauwerk wurde nach der Aufhebung des Sperrgebietes später aufgegeben.